# دنیای الکترونیک
دنیای الکترونیک ( دنیای بی‌سیم، در سال 1913 تاسیس شد، و در سپتامبر 1984 با تغییر نام الکترونیک و دنیای بی‌سیم  ) یک مجله فنی در الکترونیک و مهندسی اراف است با هدف مهندسین طراح حرفه‌ای. ماهانه در قالب‌های چاپی و دیجیتال تولید می‌شود. 
محتوای سرمقاله دنیای الکترونیک شامل طیف گسترده‌ای از فعالیت‌های صنعت الکترونیک و اراف از جمله فناوری، سیستم‌ها، اجزاء، طراحی، ابزارهای توسعه‌ای، نرم‌افزار، شبکه، ابزارهای مخابراتی و ابزار دقیق می‌باشد. این شامل طیف وسیعی از موضوعات در صنعت الکترونیک و اراف، از طراحی تا پیاده‌سازی محصول است. این ویژگی‌ها توسط مهندسان و دانشگاهیان صنعت الکترونیک ارائه می‌شود. 
تیراژ بین مهندسان طراح الکترونیک، مدیران ارشد و متخصصان تحقیق و توسعه در زمینه‌هایی مانند مخابرات، ساخت، آموزش و یادگیری، فناوری اطلاعات، پزشکی، قدرت، نفت و گاز تقسیم شده است. 